# تل آزاده
تل آزاده مربوط به دوره ساسانیان است و در شهرستان بوانات، بخش سرچهان، دهستان سرچهان، جاده توجردی به هرات، بعد از روستای حسنی آباد واقع شده و این اثر در تاریخ ۳۰ بهمن ۱۳۸۶ با شمارهٔ ثبت ۲۰۸۳۲ به‌عنوان یکی از آثار ملی ایران به ثبت رسیده است.